# Turbo (pel·lícula)
Turbo és una pel·lícula d'animació produïda per Lisa Stewart i dirigida per David Soren amb guió del mateix Soren, Robert Siegel i Darren Lemke. Aquesta pel·lícula ha estat doblada al català.

## Argument
Turbo és una comèdia d'aventures protagonitzada per un cargol, considerat un perdedor, que somnia ser el millor corredor del món i guanyar el Gran Premi d'Indianapolis 500. Després d'un accident, miraculosament adquireix el poder de la súper-velocitat. Amb el suport d'una colla de cargols de carrer, obsessionats amb la velocitat i el tunning, es disposa a fer realitat el seu somni.

## Repartiment
- Ryan Reynolds
- Paul Giamatti
- Michael Peña
- Snoop Dogg
- Maya Rudolph
- Michelle Rodriguez
- Samuel L. Jackson